# ビヴィオネットワークス
ビヴィオネットワークス（英語: Bivio Networks, Inc）は、ディープ・パケット・インスペクション (DPI) に最適化されたネットワーク・アプライアンスプラットフォームと、DPIテクノロジを活用した様々なソリューションを開発・製造・販売しているアメリカの会社。本社はカリフォルニア州プレザントンにある。社長兼最高経営責任者 (CEO) はエラン アミール（英語: Dr.Elan Amir）。
社名の bivio とはイタリア語で「道が交わる場所」という意味。同社の製品は、DPI処理に関して高速性と柔軟性を提供し、その二つの道＝高速性と柔軟性が交わるところというところに由来しているらしい。
日本法人のビヴィオネットワークス株式会社は米国本社100%出資の子会社で、東京都港区に本社を置く。
2009年5月にフローインスペクト社（英語: FlowInspect SpA）を買収。フローインスペクト社はイタリア・ミラノに本社を持つ会社で、2003年の設立以来、独自のDPIマルチアプリケーションサービスゲートウェイを開発・販売している。

## 主な製品
- NCCS （ネットワーク・コンテンツ・コントロール・システム）
- DRS （データ･リテンション・ソリューション）
- CTMS （継続型脅威モニタリングシステム）
- DPIアプリケーションプラットフォーム
  - Bivio7000シリーズ
- アプリケーションライブラリ

## 沿革
- 2000年 創業
- 2009年5月 フローインスペクト社を買収